# Brookfield Place (Perth)
Brookfield Place è un grattacielo all'interno del complesso di uffici Brookfield Place a Perth, nell'Australia occidentale . Attualmente è il secondo edificio più alto dell'Australia occidentale. L'inquilino principale è BHP.

## Caratteristiche
La costruzione è iniziata nell'aprile 2008 ed è stata completata nel 2012. Si stima che il progetto abbia avuto un costo di circa $ 500 milioni. Altri inquilini includono PwC, Allianz, Barrick Gold, Navitas e Servcorp.
Gli sviluppatori Brookfield hanno presentato una domanda di sviluppo per la seconda fase di Brookfield Place, nel luglio 2011, per una torre per uffici di 30000 m² di 16 piani situata a sud della torre principale che fronteggia Mounts Bay Road. Tower 2 è stata completata nel 2015, con al suo interno uffici di importanti inquilini tra cui Multiplex, Westpac, Wesfarmers, Corrs Chambers Westgarth e Deloitte.
Gli affittuari del commercio al dettaglio alla base del complesso di Brookfield Place includono Montblanc e Daniel Hechter.

## Galleria d'immagini

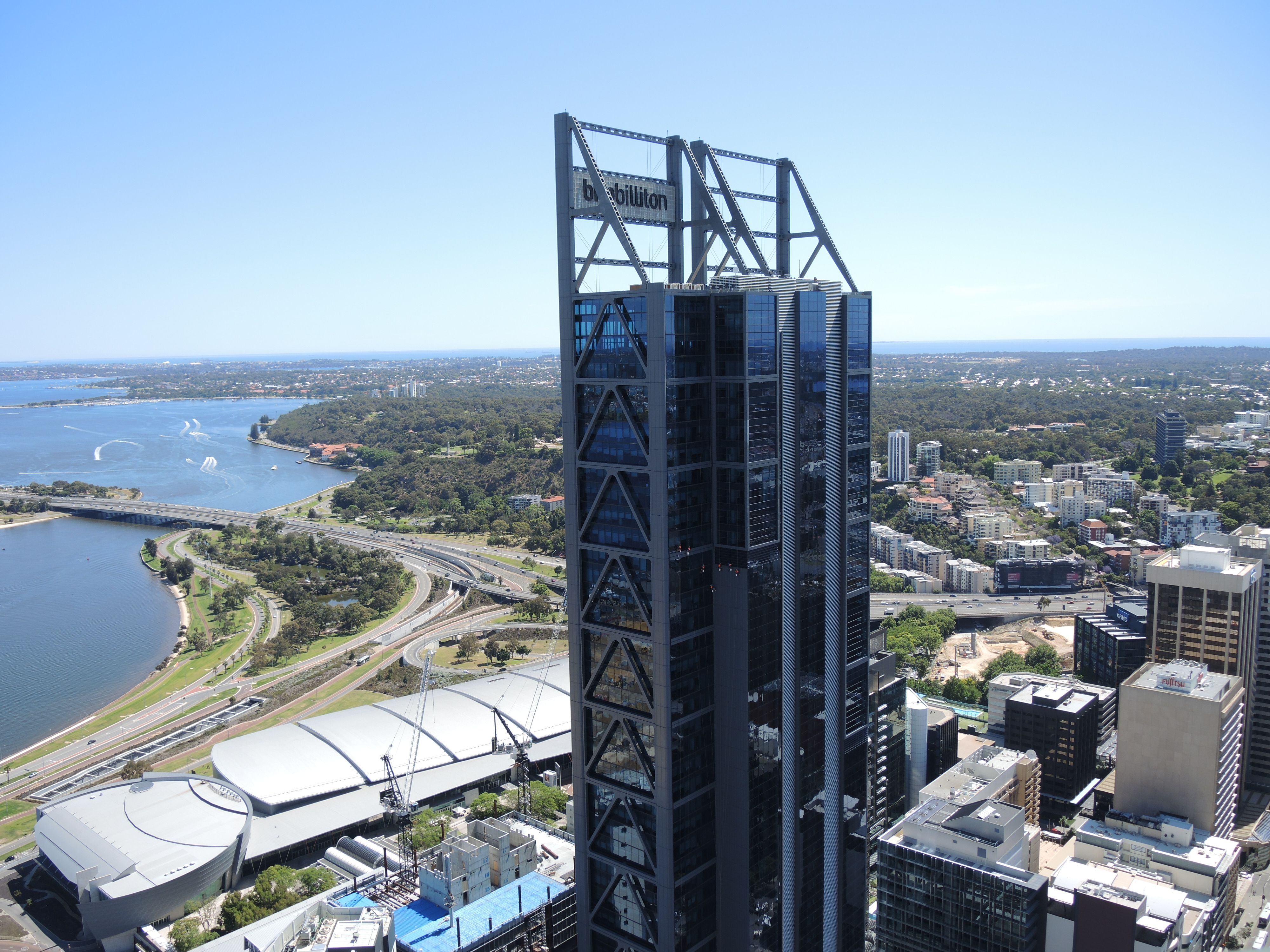
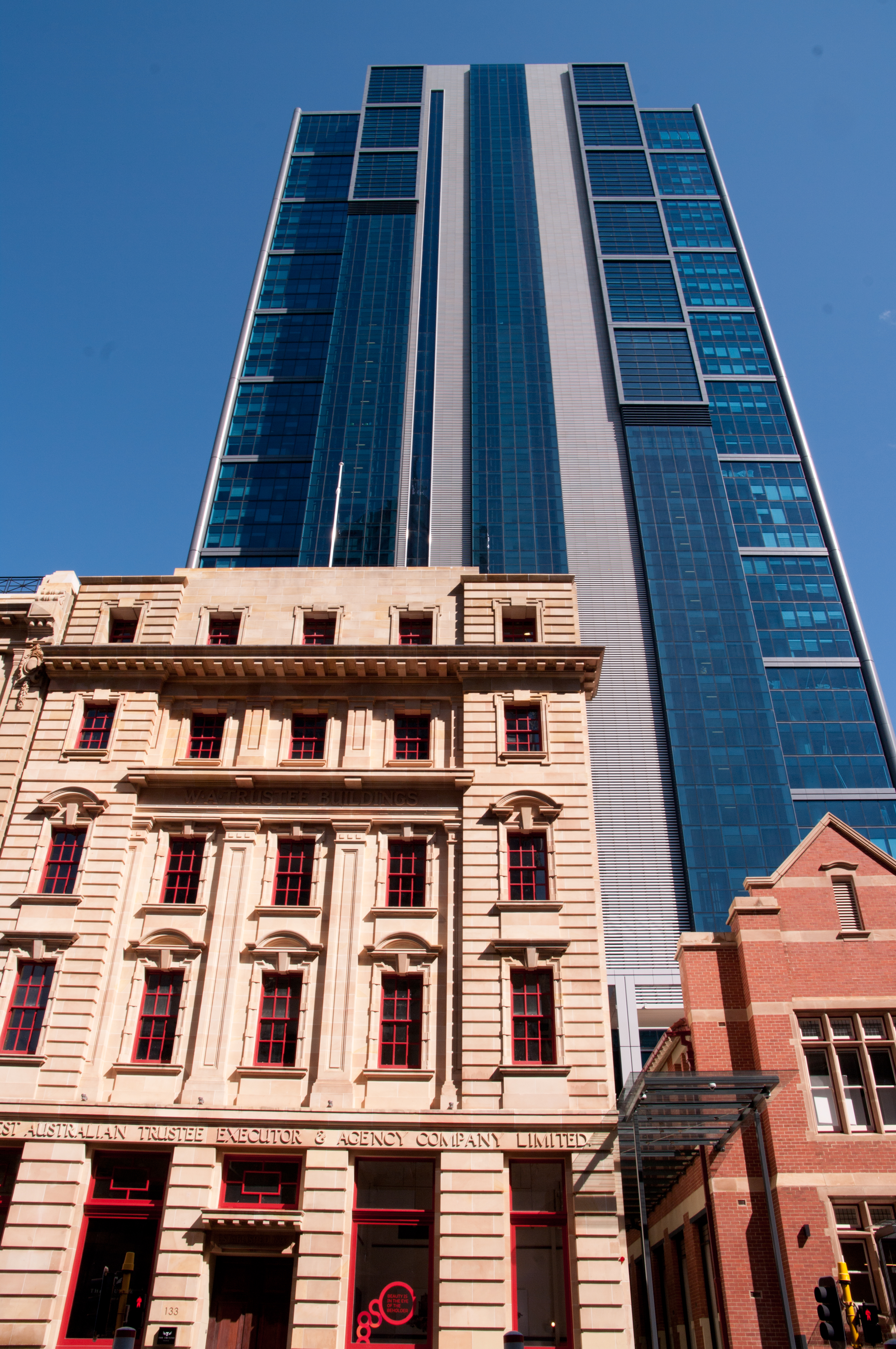
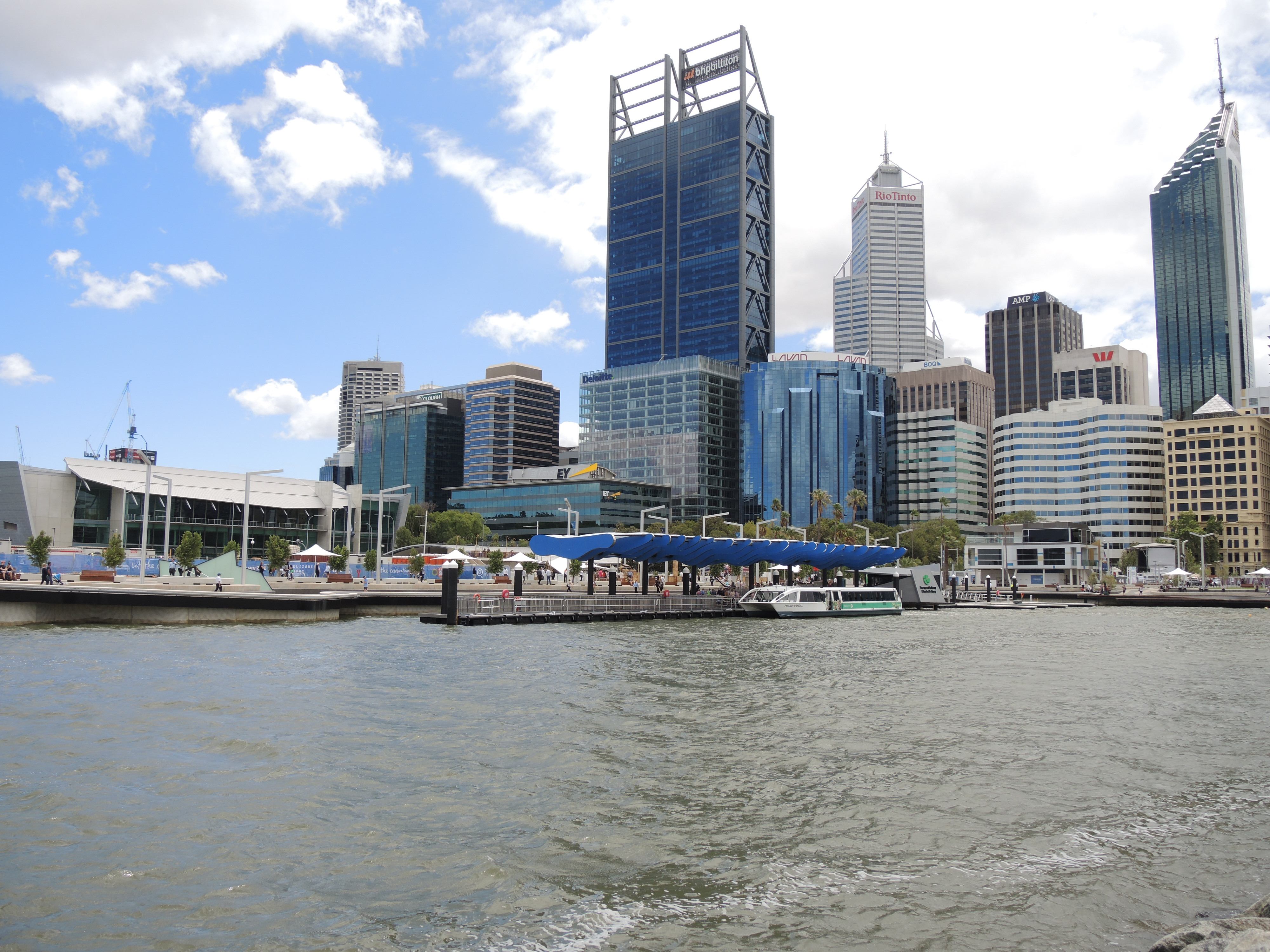
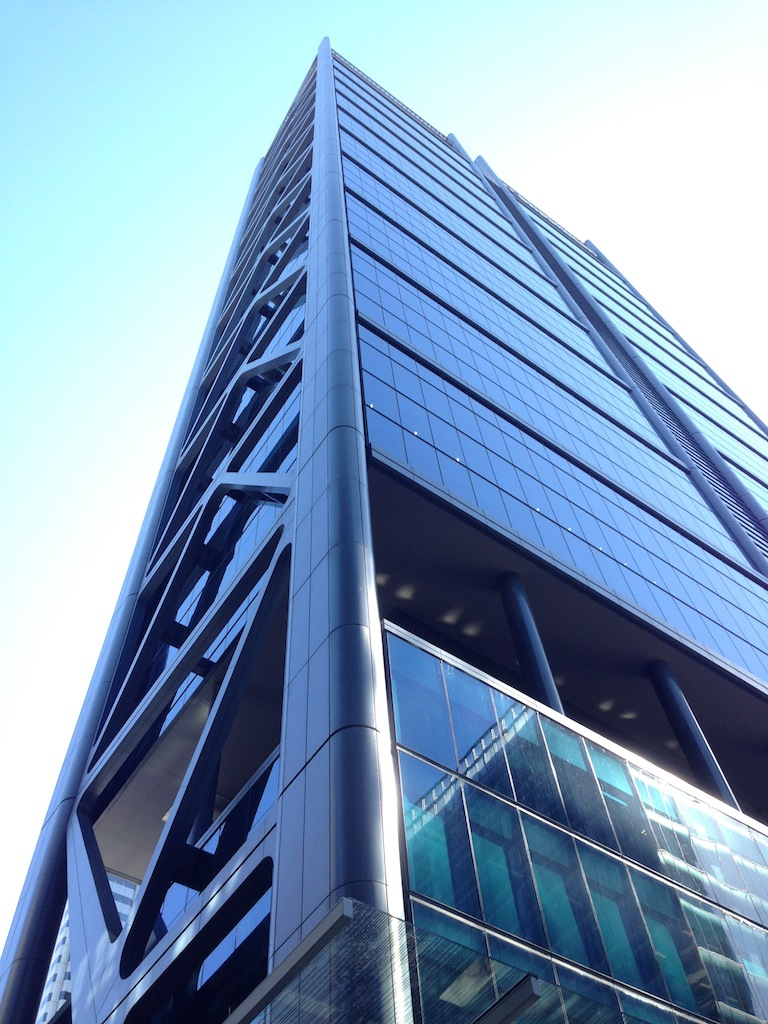
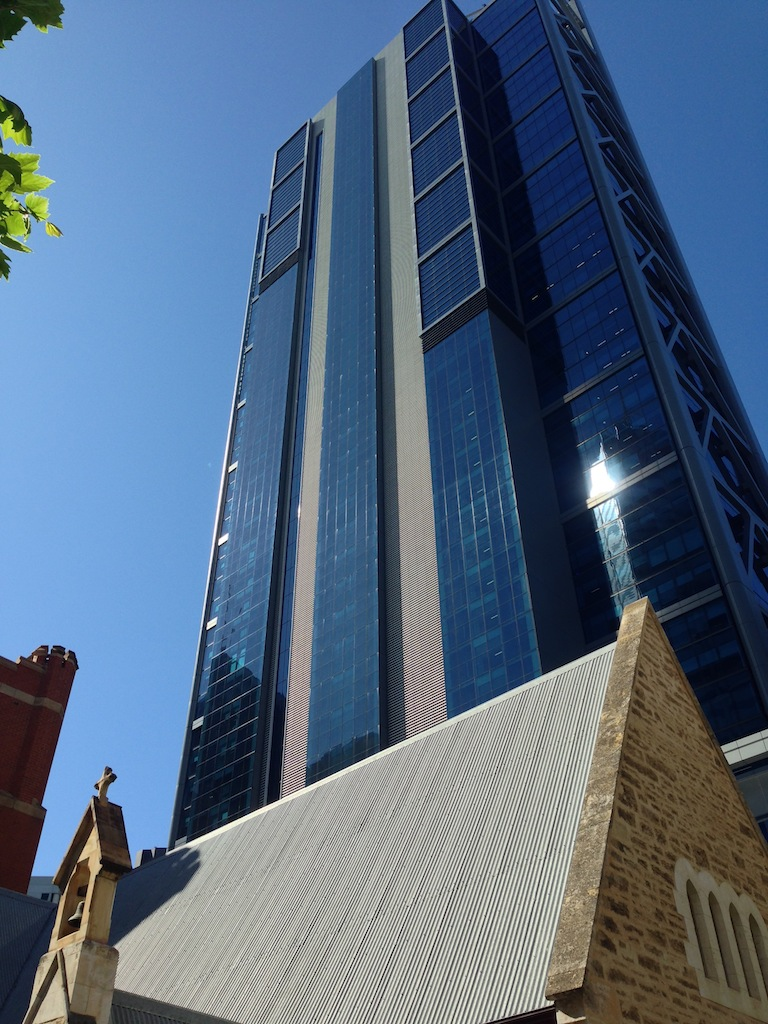
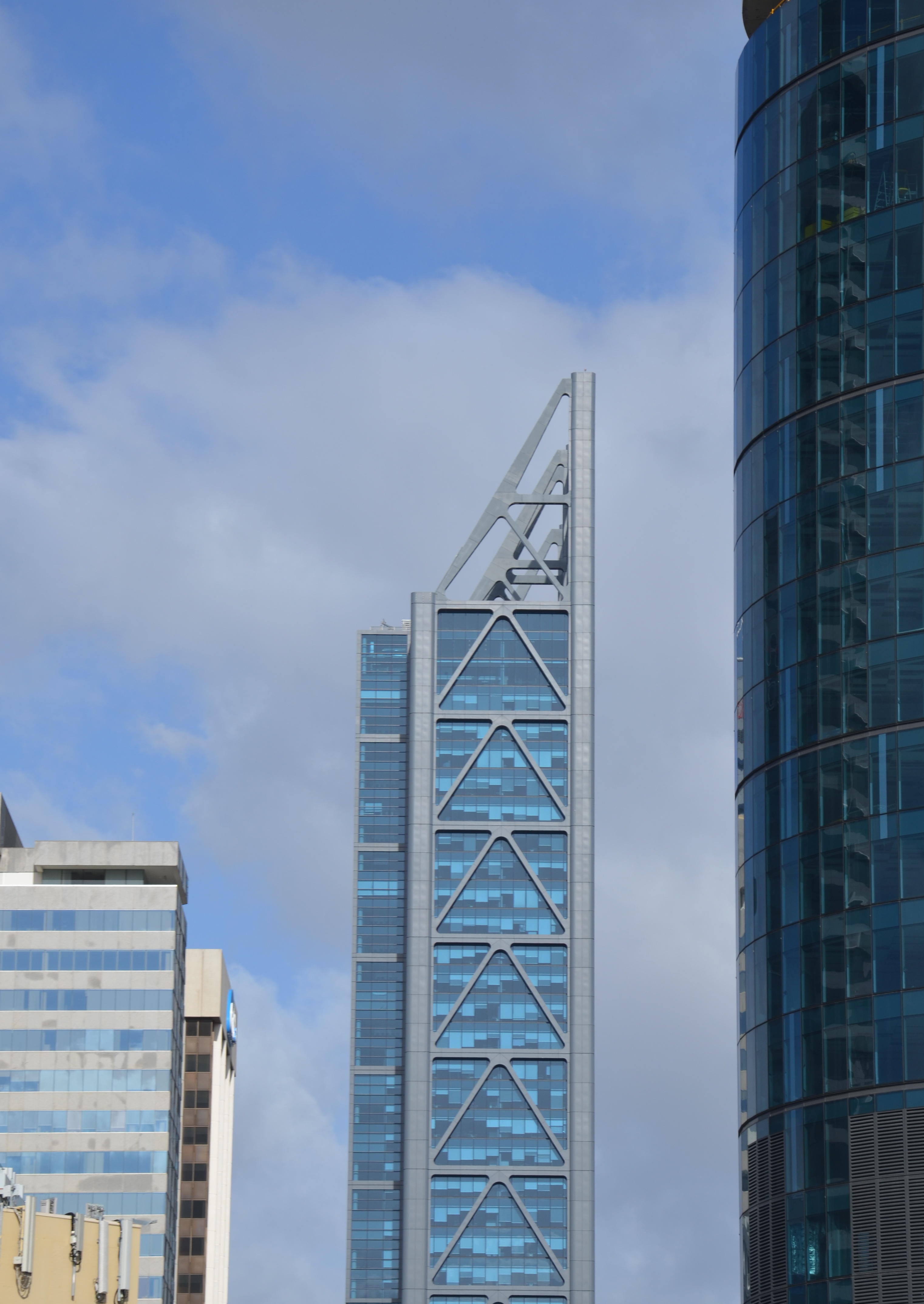